# Рендзіни (Заверцянський повіт)
Рендзіни (пол. Rędziny) — село в Польщі, у гміні Щекоцини Заверцянського повіту Сілезького воєводства.
Населення — 58 осіб (2011).
У 1975-1998 роках село належало до Ченстоховського воєводства.

## Демографія
Демографічна структура станом на 31 березня 2011 року:
|          | Загалом | Допрацездатний вік | Працездатний вік | Постпрацездатний вік |
| -------- | ------- | ------------------ | ---------------- | -------------------- |
| Чоловіки | 27      | 5                  | 21               | 1                    |
| Жінки    | 31      | 5                  | 19               | 7                    |
| Разом    | 58      | 10                 | 40               | 8                    |